# Szalay József (lelkész)
Szalay József (Makó (Csanád megye), 1855. július 30. – Nagybecskerek, 1917. október 29.) református lelkész.

## Élete
A gimnázium négy alsó osztályát szülőhelyén, a következőket 1870-ben Hódmezővásárhelyen, 1872-ben Pozsonyban és 1873-74-ben ismét Hódmezővásárhelyen végezte. Ekkor Budapestre ment a teológiai tanfolyamra, ahol egyszersmind a bölcseleti szaknak is hallgatója volt. 1878-ban az edinburghi egyetemet látogatta, melyről 1880 tavaszán tért vissza hazájába; innét még egy félévre ismét kiment Bécsbe. Ez év nyarán Pancsován helyettes, az év végén Nagybecskereken rendes lelkész lett.
Cikkeit a Szabad Egyház, Debreczeni Protestáns Lap és a Téli Ujság közölte, melynek 1885-86-ban szerkesztője is volt. Szerkesztésében jelent meg a Keresztyén (1892-99.); majd egyik szerkesztője volt a Ker. Evangelistának.

## Munkái
- Szivművelő, vagyis lelki képek a földmíves életből. Bpest 1882. (2. kiadás. Uo. 1902.).
- A lelkipásztor sikeres működése főbb alapfeltételei. Uo. 1882. (A békésbánáti lelkészi egyesület Felolvasásai 1. Ism. Prot. Egyh. és Isk. Lap. 53. sz.)
- Világosság útja. Németből ford. Uo. 1890.
- Templomszentelő imák és beszédek. A nagybecskereki templom megnyitása alkalmával. Uo. 1892. (Többekkel együtt.).
- Jézushoz vezető út. Irta White E. G. Angolból ford. Uo. 1894. (Ism. Szabad Egyház 1. sz.)
- Keresztyén missziói énekes. (Sankey után ford.). Uo. 1895.
- Az Isten üdv igazsága. Prédikáczió Spurgeon után ford. Uo. 1895.
- Evangyeliomi keresztyén tanítások. Nagybecskerek, 1904. Két kötet.

Megjelent még a Kulifai Lajos temetésén tartott beszéde és az angol traktatus-társulat kiadásában több fordított dolgozata.